# Franciscaines de la bienheureuse Angéline
Les Franciscaines de la bienheureuse Angéline  sont une congrégation religieuse féminine enseignante de droit pontifical. En Italie, elles sont surnommées Contesse di Foligno, car à l'origine, elles provenaient essentiellement de la noblesse.

## Historique
La congrégation provient de monastère de tertiaires franciscaines de Sant'Anna fondé vers 1388 à Foligno par le franciscain Paul Trinci (it), initiateur d'une réforme franciscaine. La communauté est principalement composée de filles de familles nobles (d'où le surnom de Contesse) qui veulent vivre dans la pénitence et la pauvreté sans clôture religieuse. Sous la direction de la bienheureuse Angéline de Marsciano, de la famille des comtes de Marsciano (it), la forme de vie proposée par le monastère de Sant'Anna s'établit et de nombreux autres couvents de tertiaires se fédèrent avec Foligno. 
Le pape Martin V, par la bulle pontificale Sacrae Religionis du 19 août 1428, approuve la congrégation des tertiaires régulières de Foligno, qui en vient à compter six communautés et permet aux religieuses d'élire une supérieure générale, obtenant le consentement de l'évêque de Todi le 22 janvier 1430, les sœurs de la congrégation organisent le chapitre général et Angéline est élue supérieure. 
Quelques mois plus tard, le nouveau ministre général de l'Ordre franciscain, Giovanni di Casali, ordonne aux sœurs tertiaires, par la bulle inter cetera du 9 décembre 1428, de se soumettre à l'autorité des frères. Angéline, le 3 novembre 1430 dans l'église de San Francesco à Foligno promet obéissance au ministre général des mains du ministre provincial. Mais les tertiaires, s'appuyant sur une nouvelle interprétation juridique de la bulle, font appel au Saint-Siège et obtiennent la bulle Ad apostolice du 15 novembre 1431 qui les dispense de la juridiction tant du ministre général de l'ordre que du vicaire des frères observants. 
Après la mort d'Angéline, le pape Eugène IV révoque les privilèges accordés aux tertiaires du 15 décembre 1436, qui en 1447 sont soumises à l'autorité du vicaire général des observants. Avec la réforme des monastères féminins promus par le concile de Trente à tous les religieuses, la clôture religieuse est imposée et les tertiaires de la bienheureuse Angéline doivent accepter de vivre dans des monastères avec clôture même si elles peuvent continuer à admettre des jeunes filles pour s'occuper de l'enseignement. 
En 1903, le cardinal Antonio Agliardi, protecteur de la congrégation, obtient l'abolition de l'obligation de clôture et des vœux solennels pour les tertiaires de la bienheureuse Angéline. L'institut obtient le décret de louange le 20 mai 1915, il est finalement approuvé par le Saint-Siège le 27 février 1923 et rattaché aux frères mineurs capucins le 8 octobre 1923.

## Activités et diffusion
Les sœurs franciscaines se consacrent avant tout à l'enseignement.
Elles sont présentes en Italie, au Brésil et à Madagascar.
La maison généralice est à Rome. 
En 2017, la congrégation comptait 61 religieuses dans 11 maisons.